# Michail Zosjtsjenko

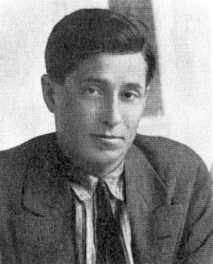
Michail Zosjtsjenko, 1915

Michail Michailovitsj Zosjtsjenko (Russisch: Михаил Михайлович Зощенко) (Sint-Petersburg, 9 augustus 1894 (N.S) – aldaar, 22 juli 1958) was een Sovjet-Russische schrijver. Hij werd vooral bekend door zijn satirische verhalen.

## Leven en werk
Zosjtsjenko werd geboren als zoon van een kunstschilder en een actrice. In de Eerste Wereldoorlog liep hij een gasvergiftiging op ten gevolge waarvan hij zijn leven lang aan een hartkwaal zou leiden.

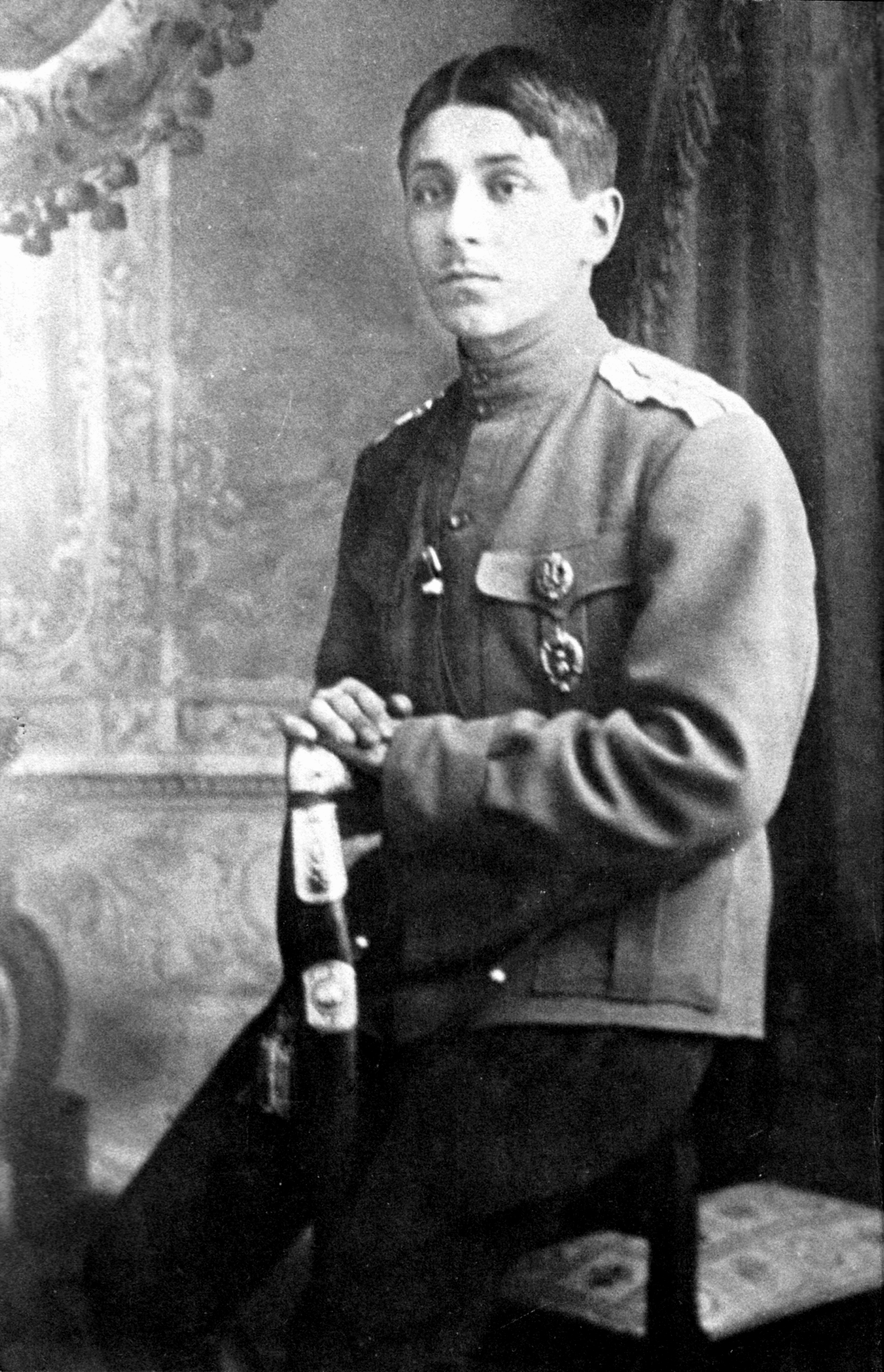
In uniform, 1915

Zosjtsjenko begon al op jonge leeftijd met het schrijven van korte, droog-humoristische en satirische verhalen, aanvankelijk onder invloed van Maupassant. In 1921 werd hij lid van het spraakmakende literaire genootschap de Serapionbroeders.
Zosjtsjenko verkreeg in de jaren twintig en dertig grote populariteit met zijn Švejk-achtige verhalen, ook in het buitenland. Hij werkte vaak volgens het "skaz"-procedé: een halfgeletterde verteller die verschillende taalniveaus door elkaar gebruikt, te pas en te onpas doorspekt met Sovjetleuzen. 
Later begon Zosjtsjenko ook grotere, experimentelere werken te schrijven. Pogingen uit de jaren dertig om zich aan te passen aan het sociaal realisme kunnen echter als mislukt worden beschouwd. Zijn zwartgallige, in 1943 gedeeltelijk in het tijdschrift Oktjabr verschenen zelfanalyse Voor zonsopgang viel niet in de gratie viel bij de CPSU en kreeg felle kritiek van Andrej Zjdanov. Zosjtsjenko werd een "verderfelijke freudiaan" genoemd. Zijn werken mochten niet meer gedrukt worden en vanaf 1946 publiceerde hij enkel nog feuilletons en kinderboeken. 
Zosjtsjenko leefde na de oorlog lange tijd in kommervolle omstandigheden. Pas na de dood van Stalin in 1953 werd hij gerehabiliteerd. Hierdoor kon in 1956, twee jaar voor zijn dood, nog een band met verzameld werk worden uitgegeven.

## Nederlandse uitgaven
Het autobiografische boek Voor zonsopgang, alsook eropvolgende Sleutels tot het geluk, verschenen in een Nederlandse vertaling binnen de reeks "Russische Miniaturen van Uitgeverij Van Oorschot. In de jaren zestig en zeventig verschenen ook selecties van zijn satirisch-humoristische verhalen in Nederlandse vertalingen, onder de titels  "En zo leven wij broertjes", "Seringen en geiten" en "Vertel mij wat kameraad".